# Azienda Autonoma di Stato per i Servizi Pubblici
Die Azienda Autonoma di Stato per i Servizi Pubblici (kurz AASS) ist ein kommunales Dienstleistungsunternehmen in der Republik San Marino.
Das 1981 auf der Grundlage des Gesetzes vom 25. Mai 1981, n. 41 gegründete Unternehmen hat die Aufgabe, die Grundversorgung innerhalb der Republik von San Marino durch die Errichtung und den Betrieb von folgenden Dienstleistungen zu sichern:
- Wasser
- Gas
- Strom
- Abfall- und Abwasserentsorgung
- Öffentliche Verkehrsmittel, einschließlich Betrieb der Seilbahn Funivia di San Marino
- Schlachthof

Seit Anfang der 2000er Jahre ist das Unternehmen AASS eine Aktiengesellschaft, die staatlich kontrolliert wird. Derzeit betreibt die AASS zehn Buslinien in San Marino. Das Gas zur Versorgung von San Marino bezieht die AASS direkt vom italienischen Erdöl- und Energiekonzern Eni  S.p.A. Die AASS betreibt zwei Hochspannungsumspannwerke mit 132 kV in Cailungo und Rovereta, die von Italien aus versorgt werden; von dort wird die Energie in einem Mittelspannungsnetz von 15 kV weiter verteilt und in örtlichen Trafostationen auf die netzübliche Spannung reduziert, bevor die Niederspannung den Endverbraucher erreicht.